# Christopher Beeny
Christopher Beeny (Bristol, UK, 7 juli 1941 - Kent, 3 januari 2020) was een Engels acteur.
Beeny begon als kind met acteren, zijn eerste filmrol was in 1952 in de film The Long Memory, waarin ook John Mills en Thora Hird meespeelden. Beeny werd later een co-ster in In Loving Memory en Last of the Summer Wine. Hij heeft ook Lenny Groves gespeeld in de BBC televisieserie The Groves Family, die op zaterdag werd getoond in het midden van de jaren vijftig.
De grote doorbraak van Beeny kwam toen hij in 46 afleveringen de rol van de lakei Edward speelde in de befaamde serie Upstairs, Downstairs die werd uitgezonden van 1971 tot 1975. In 2006, verscheen hij kort in Emmerdale.
Beeny toerde in het spel There is No Place Like a Home met Gorden Kaye, en van 3 december 2008 tot 11 januari 2009 speelde hij de rol van Smee in een pantomimevoorstelling van Peter Pan.